# Drena De Niro
Drena De Niro (New York, 3 settembre 1971) è un'attrice, disc jockey ed ex modella statunitense.

## Biografia
Figlia dell'attrice Diahnne Abbott, non ha mai conosciuto il padre biologico e fu adottata da Robert De Niro all'età di 9 anni, quando l'attore sposò la madre. Ha iniziato a recitare al cinema nel 1996 e ha preso parte a diversi film. Ha lavorato anche con Robert De Niro nel film Showtime e nel film Colpevole d'omicidio. Ha avuto un figlio (2004 - 2023), Leandro, dall'ex compagno.

## Filmografia parziale
- Showtime, regia di Tom Dey (2002)
- Colpevole d'omicidio (City by the Sea), regia di Michael Caton-Jones (2002)
- Come ti ammazzo l'ex (ExTerminators), regia di John Inwood (2009)
- Joy, regia di David O. Russell (2015)
- Lo stagista inaspettato (The Intern) regia di Nancy Meyers (2015)